# Pèleg
Segons el llibre del Gènesi, capítol desè, Pèleg (en hebreu פָּלֶג בן-עֵבֶר Péleg ben Éver i en àrab فالج بن هود Falih ibn Hud) és el primogènit d'Éber que va rebre aquest nom per què quan va néixer la població de la terra es va dividir. Era germà de Joctan.
Quan va tenir trenta-quatre anys engendrà Reú i després va viure encara quatre-cents trenta anys, en què engendrà altres fills i filles. Però el mateix llibre del Gènesi diu que tenia trenta anys quan va néixer Reú i que va viure encara dos-cents nou anys.